# Didimio
Il didimio (dal greco δίδυμος dídymos, "gemello") è una miscela di praseodimio e neodimio, nel XIX secolo ritenuta erroneamente un elemento chimico. 
Viene usato nel vetro al didimio, che costituisce le lenti degli occhiali per soffiatori di vetro. Questi occhiali servono a filtrare la luce gialla emessa per incandescenza dal sodio a 589 nm in seguito al riscaldamento del vetro ad alta temperatura, senza diminuire significativamente la luminosità della visione. In questo modo il soffiatore può vedere il pezzo di vetro in lavorazione sulla fiamma. Vetri al didimio sono usati anche in filtri per calibrazioni in spettroscopia e in filtri fotografici per evidenziare le tonalità del rosso.

## Storia

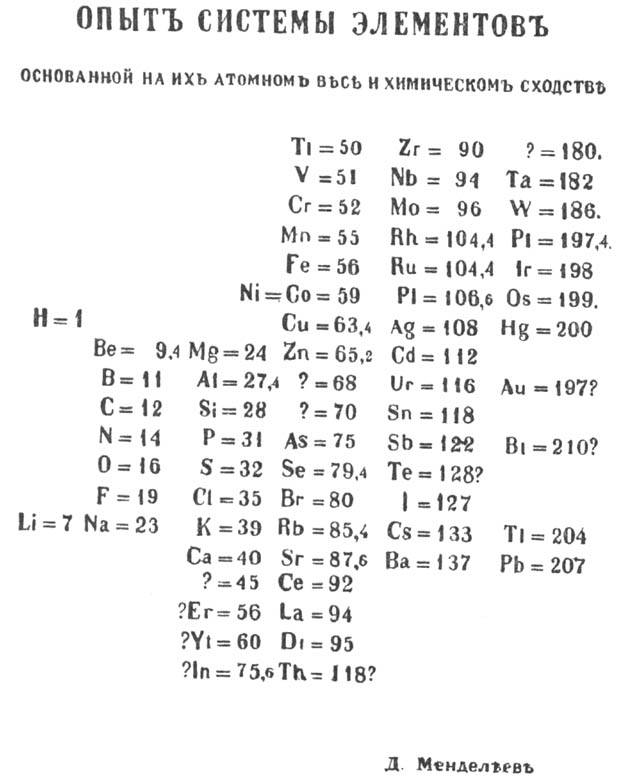
Il didimio (Di) compare nella prima edizione della tavola periodica di Mendeleev del 1869 (penultimo della terza colonna)

Nel 1841 il chimico svedese Carl Gustav Mosander scoprì questa miscela lavorando su dell'ossido di lantanio, dal quale riuscì ad estrarre un allora sconosciuto ossido di colore rosa, che pensò contenesse  un nuovo elemento. Mosander chiamò didimio il nuovo elemento, dal termine greco δίδυμος (= gemello), perché si trovava sempre assieme al lantanio e ne era difficilmente separabile.
Il didimio fu considerato un elemento per più di 40 anni, contraddistinto dal simbolo Di, anche se molti scienziati avanzarono dubbi, pensando che il didimio fosse in realtà una miscela di elementi. Charles Marignac già nel 1853 sospettò che l'ossido di didimio non fosse una sostanza pura. In seguito, Marc Delafontaine, Paul Émile Lecoq de Boisbaudran e Bohuslav Brauner notarono che le linee dello spettro di emissione atomico variavano a seconda della provenienza campione. Nonostante questi dubbi, nessuno riuscì a separare il didimio negli elementi componenti fino al 1885, quando Carl Auer von Welsbach con ripetute ricristallizzazioni riuscì infine a separare l'ossido di didimio ottenendo gli ossidi di neodimio (= nuovo didimio) e di praseodimio (= didimio verde).